# TAG Heuer
TAG Heuer es un fabricante suizo de relojes, especializado en relojes deportivos y cronógrafos, con una fuerte vinculación con el mundo del automovilismo. También manufactura accesorios, así como eyewear y teléfonos inteligentes bajo licencia manufacturados por otras compañías usando la marca. TAG Heuer comenzó como Uhrenmanufaktur Heuer AG, fundada en 1860 por Edouard Heuer en St-Imier, Suiza. En 1985 TAG Group compró la mayoría de la composición accionarial de la compañía, formando TAG Heuer.
En 1999 el conglomerado francés LVMH compró cerca del 100% de la compañía Suiza. El nombre TAG Heuer combina las iniciales de "Techniques d'Avant Garde" y el apellido del fundador. El lema de la compañía es "Swiss Avant-Garde Since 1860".

## Historia
La compañía fue fundada en 1860 por Edouard Heuer en St-Imier, Suiza. Su primer cronógrafo fue patentado en 1882, y en 1887 Heuer patenta el "piñón oscilante", aún usado en cronógrafos mecánicos. En 1911 Heuer patenta el primer cronógrafo de a bordo para automóviles y aviación, el "Time of Trip". En 1914 presenta su primer cronógrafo de pulsera y en 1916 presenta el Micrograph, el primer cronógrafo que mediría centésimas de segundo. Los Juegos Olímpicos de Amberes, de París y de Ámsterdam se cronometran con instrumentos de la firma.
En 1932 presenta el "Autavia", un cronógrafo para AUTomóviles y AVIAción, que acabaría siendo una importante línea en la marca. También entre 1935 y 1940 harían cronógrafos para pilotos de la Luftwaffe, conocidos como "Flieger". Acabada la guerra, hicieron modelos con triple calendario (día, fecha y mes). En 1958 harían nuevas series de relojes de tablero, que estuvieron en producción hasta la década de los 80. También harían instrumentos para cronometrar pruebas deportivas como esquí o pruebas de motor, incluyendo Fórmula 1.
En 1962, John Glenn se convierte en el tercer astronauta norteamericano, y el primero en ponerse en órbita con su cápsula Mercury. En su muñeca, fijado con cintas, llevaba un cronógrafo sin hora de la firma. El reloj se conserva hoy en el Museo del Aire y el Espacio de San Diego.
Los relojes de la firma eran populares durante aquellos años entre corredores de automóvil, tanto profesionales como amateurs. Heuer era el líder en producción de cronógrafos y equipos de medición de tiempos. Se hicieron versiones especiales con nombres de circuitos míticos, como con logos de equipos de carreras y patrocinadores. También se adquiere la marca "Leonidas", fabricante, entre otros de cronógrafos para la fuerza aérea alemana.
En 1962 y 1963 se presentan respectivamente el Autavia y el Carrera, dos de los modelos más conocidos de la firma. La mayoría de los cronógrafos de esta época llevaban movimientos Valjoux, pero mientras desarrolla en secreto junto con Breitling, Buren y Dubois-Dépraz un calibre automático, el Calibre 11, que sería, junto con "El Primero" de Zenith, el primer calibre cronográfico de carga automática, presentado en 1969 y que sería montado en las líneas Autavia, Carrera y Mónaco. Precisamente un Mónaco azul lo llevaría en 1971, Steve McQueen en su película Le Mans modelo que hoy es conocido como "Mónaco McQueen", mientras que la estrella de Fórmula 1 Jo Siffert llevaba un Autavia blanco.
A mediados de la década de 1970 Heuer presentó un cronógrafo digital, el Chronosplit, así como modelos con mecanismos Valjoux 7750 y Lémania 5100.
La compañía Heuer fue adquirida en 1985 por TAG (Techniques d'Avant Garde), fabricantes de componentes de alta tecnología como turbocompresores cerámicos para monoplazas de Fórmula 1, y perteneciente al empresario saudita Mansour Ojjeh, dueño también de la escudería de F1 McLaren F1 Team. La compañía relojera se rebautizó como TAG Heuer.
En 1999, TAG Heuer vendió el 50'1% de sus acciones al grupo de artículos de lujo LVMH por 1.150 millones de francos suizos, 739 millones de dólares.
En diciembre de 2014 el ejecutivo Jean-Claude Biver se convirtió en el CEO de TAG Heuer. La cooperación de treinta años de la empresa con el equipo de deportes del motor McLaren concluyó a finales de 2015, después de un desacuerdo de Biver con el propietario de McLaren, Ron Dennis. Desde 2016 a 2018, TAG Heuer patrocinó al equipo Red Bull Racing de Fórmula 1, poniéndole nombre a los motores fabricados por Renault. Este contrato se rompió tras el anuncio de que Honda sería el suministrador de los motores para la temporada siguiente, aunque seguiría siendo patrocinador del monoplaza.

## Actualidad
A día de hoy, es una de las firmas de relojes de lujo más conocidas y populares. Las principales líneas son Fórmula 1, Kirium, Aquaracer, Link, Autavia, Carrera, Monaco y Grand Carrera. También fabrica gafas, móviles e instrumentos de medición de tiempo.

## Resultados

### Fórmula 1
(Clave) (negrita indica pole position) (cursiva indica vuelta rápida)

| Año         | Equipo                       | Chasis        | Motor                     | Neu. | Pilotos          | 1   | 2   | 3   | 4   | 5   | 6   | 7   | 8   | 9   | 10  | 11  | 12  | 13  | 14  | 15  | 16  | 17  | 18  | 19  | 20  | 21  | Puntos | Pos. |
| ----------- | ---------------------------- | ------------- | ------------------------- | ---- | ---------------- | --- | --- | --- | --- | --- | --- | --- | --- | --- | --- | --- | --- | --- | --- | --- | --- | --- | --- | --- | --- | --- | ------ | ---- |
| 2016        | Red Bull Racing              | Red Bull RB12 | (Renault) R.E.16 1.6 V6 t | P    |                  | AUS | BHR | CHN | RUS | ESP | MON | CAN | EUR | AUT | GBR | GER | HUN | BEL | ITA | SIN | MYS | JPN | USA | MEX | BRA | ABU | 468    | 2.º  |
| 2016        | Red Bull Racing              | Red Bull RB12 | (Renault) R.E.16 1.6 V6 t | P    | Daniel Ricciardo | 4   | 4   | 4   | 11  | 4   | 2   | 7   | 7   | 5   | 4   | 3   | 2   | 2   | 5   | 2   | 1   | 6   | 3   | 3   | 8   | 5   | 468    | 2.º  |
| 2016        | Red Bull Racing              | Red Bull RB12 | (Renault) R.E.16 1.6 V6 t | P    | Daniil Kvyat     | DNS | 7   | 3   | 15  |     |     |     |     |     |     |     |     |     |     |     |     |     |     |     |     |     | 468    | 2.º  |
| 2016        | Red Bull Racing              | Red Bull RB12 | (Renault) R.E.16 1.6 V6 t | P    | Max Verstappen   |     |     |     |     | 1   | Ret | 4   | 8   | 2   | 2   | 5   | 3   | 11  | 7   | 6   | 2   | 2   | Ret | 4   | 3   | 4   | 468    | 2.º  |
| 2017        | Red Bull Racing              | Red Bull RB13 | (Renault) R.E.17 1.6 V6 t | P    |                  | AUS | BHR | CHN | RUS | ESP | MON | CAN | AZE | AUT | GBR | HUN | BEL | ITA | SIN | MYS | JPN | USA | MEX | BRA | ABU |     | 368    | 3.º  |
| 2017        | Red Bull Racing              | Red Bull RB13 | (Renault) R.E.17 1.6 V6 t | P    | Daniel Ricciardo | Ret | 4   | 5   | Ret | 3   | 3   | 3   | 1   | 3   | 5   | Ret | 3   | 4   | 2   | 3   | 3   | Ret | Ret | 6   | Ret |     | 368    | 3.º  |
| 2017        | Red Bull Racing              | Red Bull RB13 | (Renault) R.E.17 1.6 V6 t | P    | Max Verstappen   | 5   | 3   | Ret | 5   | Ret | 5   | Ret | Ret | Ret | 4   | 5   | Ret | 10  | Ret | 1   | 2   | 4   | 1   | 5   | 5   |     | 368    | 3.º  |
| 2018        | Aston Martin Red Bull Racing | Red Bull RB14 | (Renault) R.E.18 1.6 V6 t | P    |                  | AUS | BHR | CHN | AZE | ESP | MON | CAN | FRA | AUT | GBR | GER | HUN | BEL | ITA | SIN | RUS | JPN | USA | MEX | BRA | ABU | 419    | 3.º  |
| 2018        | Aston Martin Red Bull Racing | Red Bull RB14 | (Renault) R.E.18 1.6 V6 t | P    | Daniel Ricciardo | 4   | Ret | 1   | Ret | 5   | 1   | 4   | 4   | Ret | 5   | Ret | 4   | Ret | Ret | 6   | 6   | 4   | Ret | Ret | 4   | 4   | 419    | 3.º  |
| 2018        | Aston Martin Red Bull Racing | Red Bull RB14 | (Renault) R.E.18 1.6 V6 t | P    | Max Verstappen   | 6   | Ret | 5   | Ret | 3   | 9   | 3   | 2   | 1   | 15† | 4   | Ret | 3   | 5   | 2   | 5   | 3   | 2   | 1   | 2   | 3   | 419    | 3.º  |
| Referencia: |                              |               |                           |      |                  |     |     |     |     |     |     |     |     |     |     |     |     |     |     |     |     |     |     |     |     |     |        |      |